# ۱۶۲۶ (میلادی)
۱۶۲۶ (میلادی) هزار وششصد و بیست و ششمین سال تقویم میلادی است.

## مناسبت‌ها
همه‌گیری آنفولانزای 1626 در آسیا شروع شد، سپس به اروپا، آفریقا، آمریکای شمالی، و آمریکای جنوبی گسترش یافت.

## درگذشتگان
- ۱۱ فوریه – پیترو کاتالدی، ریاضی‌دان ایتالیایی (ز. ۱۵۵۲)
- ۹ آوریل – فرانسیس بیکن، سیاست‌مدار، قاضی، نویسنده، و فیلسوف بریتانیایی (ز. ۱۵۶۱)